# Manu Chao

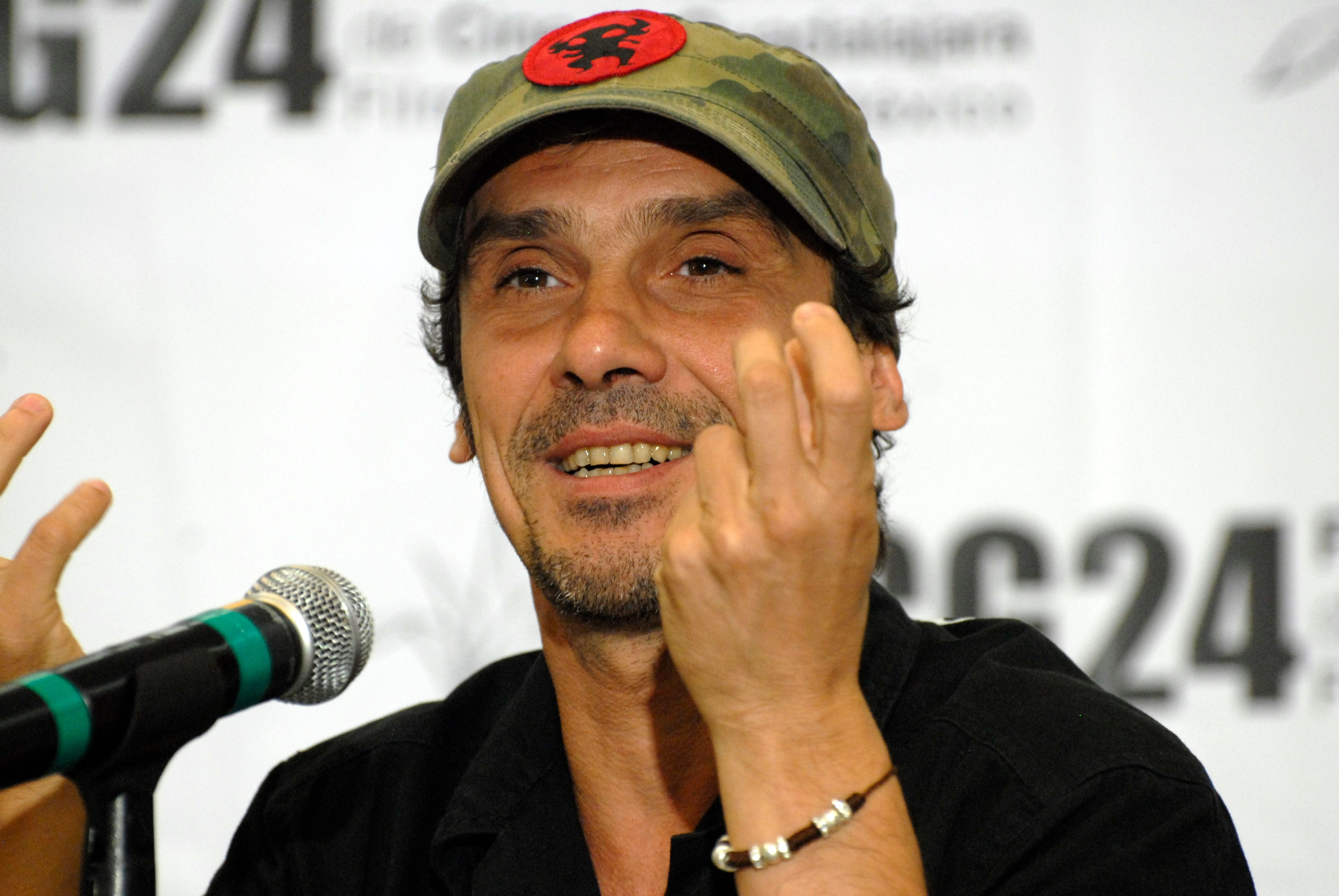
Manu Chao (2009)

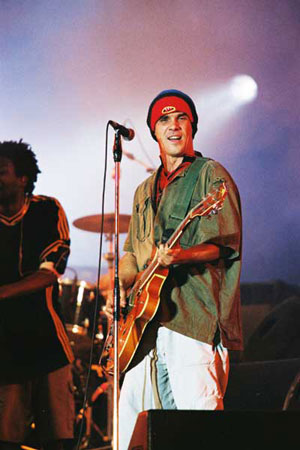
Manu Chao (2001)

Logo von Manu Chao, wie es auf einigen Alben-Covern zu finden ist

Manu Chao (eigentlich José Manuel Arturo Tomás Chao Ortega; * 21. Juni 1961 in Paris; auch bekannt unter dem Pseudonym Oscar Tramor) ist ein französischer Sänger und Gitarrist baskisch-galicischer Abstammung. Den musikalischen Stil seiner Solo-Veröffentlichungen kann man unter dem Begriff Weltmusik zusammenfassen, hauptsächlich sind seine Songs jedoch im Reggae-Stil gehalten.
Manu Chao ist der ältere der beiden Söhne des spanischen Journalisten und Schriftstellers Ramón Chao und der baskischen Künstlerin Felisa Ortega. Er wurde fünf Jahre nach der Flucht seiner Eltern ins französische Exil in Paris geboren und wuchs dort auf. Heute lebt er u. a. in Marseille und Barcelona.
Von 1987 bis 1995 war er Mitglied und kreativer Kopf der Band Mano Negra, die er u. a. mit seinem zwei Jahre jüngeren Bruder, dem Trompeter Antoine Chao gegründet hatte. Mit seiner Single Bongo Bong (einer Neu-Interpretation des Liedes King of Bongo von Mano Negra) gelang ihm 2000 der Durchbruch auf den Musikmärkten Europas und Nordamerikas. Die Alben Clandestino und Próxima Estación: Esperanza erreichten jeweils Platinstatus. Sie beschäftigen sich thematisch mit der Situation der Menschen auf der Welt im Allgemeinen, mit den Auswirkungen von Kolonialismus und Imperialismus auf die Dritte und Erste Welt, mit den Lebensbedingungen von Migranten in Europa oder sind nicht zuletzt klassische Liebeslieder.

## Biografie

### Kindheit und Jugend
Manu Chao verbrachte seine Kindheit und Jugend in Paris als Sohn des galicischen Journalisten und Schriftstellers Ramón Chao (1935–2018), der von Alessandro Robecchi als „hochgebildeter Intellektueller und feinsinniger Berichterstatter der lateinamerikanischen Welt“ bezeichnet wurde. Seine baskische Mutter Felisa Ortega ist im künstlerischen Bereich tätig. Beide gingen ins Exil nach Paris, um dem franquistischen Regime Spaniens zu entkommen. Sein zwei Jahre jüngerer Bruder, der Trompeter Antoine Chao, der heute v. a. journalistisch tätig ist, gründete 1987 mit ihm und weiteren Freunden zusammen die Band Mano Negra.
In den Banlieues, den Pariser Vororten, spielte sich das Leben des 1961 geborenen Manu Chao zweigleisig ab: Zum einen in der Spanisch sprechenden Familie, die regelmäßig von lateinamerikanischen Intellektuellen, Schriftstellern und Musikern besucht wurde. Zum anderen auf den Straßen, in denen Französisch gesprochen wurde. Hier lernten die Brüder Chao einige ihrer späteren Bandmitglieder kennen. Deren Eltern waren zu großen Teilen ebenfalls vor dem Franco-Regime geflüchtet oder aus finanziellen Gründen von Lateinamerika, Afrika oder aus dem arabischsprachigen Raum nach Sèvres immigriert.

### Musikalische Anfänge
Nachdem Manu und Antoine, genannt Tonio, bei ihrem Vater das Klavierspielen gelernt hatten, entschied sich Manu für die Gitarre.
Zu den Zeiten seiner beiden Bands Hot Pants Mitte der 1980er Jahre und Los Carayos (1986–1994) hatte Chao nach eigener Aussage noch keine klar ausgeprägten Ideen bezüglich seines politischen Engagements. Die ersten Songs von Mano Negra hingegen waren zu Teilen „engagiert“, wie Chao selbst in einem Interview anmerkte. Schon in diesen frühen Zeiten wurde ein Lied im französischen Fernsehen zensiert, da es kommunistisches und revolutionäres Gedankengut enthielt.

### Projekte

#### Caravane
Einige Zeit später initiierten Mano Negra und eine große Anzahl anderer französischer Künstler, so z. B. Anouk, die Caravane. Sie tourte durch nahezu alle Vorstädte großer französischer Städte und bot den sozial Benachteiligten ein großes Spektrum an Unterhaltung.

#### Malquíades/Cargo ’92
Mano Negra besuchten den südamerikanischen Kontinent mehrmals im Rahmen ihrer Tourneen, doch auch Projekte mit der französischen Wanderschaustellergruppe Royal de Luxe, die Chao in der Caravane kennenlernte, trieben ihn immer wieder nach Lateinamerika.
Die Malquíades war das erste Projekt dieser Art. Zusammen kauften und reparierten die beiden Künstlergruppen, unterstützt von der französischen Regierung und verschiedenen Organisationen, ein Frachtschiff, um in seinem Inneren eine Pariser Straße nachzubauen. Mit diesem Schiff besuchten die Künstler lateinamerikanische Häfen, um den Bewohnern die französische Kultur in Form von Ausstellungen, Präsentationen, Schauspiel und Konzerten näher zu bringen. In den vier Monaten der Reise gab die Band etwa 100 Konzerte in acht Häfen und 40 Städten fünfzehn verschiedener Länder.

#### Un tren de hielo y de fuego (Ein Zug aus Eis und Feuer)
1993 begab sich Manu Chao mit einigen seiner Freunde und etlichen Mitarbeitern der kolumbianischen Bahngesellschaft auf eine Reise mit einem Zug, den sie eigens zuvor wieder instand gesetzt und mit allerlei technischen Raffinessen versehen hatten. Der Zug fuhr die Strecke von Santa Marta bis Bogotá und durchquerte sehr abgelegene Regionen Kolumbiens, um seinen Besuchern ein Fest mit Theaterstücken, Kunstwerken und Musik zu bringen. Auf dieser Expedition, bei der sich die Künstler regelmäßigen Kontrollen der Guerilleros und Militärs, die überwiegend von Drogenbaronen kontrolliert wurden, unterziehen mussten, erkannte Manu Chao, wie er selbst sagte, das wahre Gesicht der Länder des globalen Südens in Lateinamerika. Von Ramón Chao wurde ein Buch mit dem Namen des Zuges als Titel veröffentlicht, welches bisher in spanischer, französischer, italienischer und deutscher Sprache erhältlich ist.

#### Radio Bemba
Radio Bemba ist eher ein Sammelbegriff für Projekte. Es ist ein Kollektiv, eine Gemeinschaft, bestehend aus Musikern, Künstlern und Freunden Manu Chaos.
Außerdem ist es ein „Soundsystem“, eine Band, die sich mehrmals im Jahr nahezu komplett neu zusammensetzt. Dies ist eine Methode, die Manu Chao entwickelte, um sich gegen das Gewöhnliche und die ständige Wiederholung zur Wehr zu setzen. Seine Motivation ist es, immer wieder Neues zu entdecken, Unbekanntes kennenzulernen, sich weiterzubilden und zu wachsen. Im Rahmen von Radio Bemba begann er, sich auch als Radio-DJ und Moderator zu versuchen.
In Frankreich und Spanien kommt es vor, dass Manu Chao und sein Kollektiv Radio Bemba unter dem Namen Bombachitas Sisters, La Ventura oder Los Musicarios auftreten, um großen Medienrummel zu vermeiden.

#### Die Projekte in Lateinamerika und ihre Einflüsse auf die Musik
Während der Reisen sogen die einzelnen Bandmitglieder die Musik des Kontinents in sich auf, was sich schon auf den Alben Puta’s Fever (spanisch bzw. englisch; dt.: „Hurenfieber“) und King of Bongo („König der Bongo“) deutlich bemerkbar machte.
Im Rahmen des Projektes Un tren de hielo y de fuego (spanisch für „Ein Zug aus Eis und Feuer“) kam es jedoch erstmals zum Bruch zwischen den Bandmitgliedern Mano Negras; einige waren nicht mehr damit einverstanden, die Strapazen der Reise auf sich zu nehmen, und verließen den Zug.
Mit viel Aufnahmematerial begab sich Chao, ohne die anderen Mitglieder von Mano Negra, nach der Reise in ein kleines italienisches Studio, um das Album Casa Babylon zu mischen und zu produzieren. Viele Stimmen sprachen später, wenn sie von diesem Album berichten, vom „wahren ersten Soloalbum Manu Chaos“, da schon hier die starke Beeinflussung durch die lateinamerikanische Kultur bemerkbar wird.
Einige Zeit nach der Veröffentlichung des erneut durchaus erfolgreichen Albums wurde von Virgin Records die Auflösung Mano Negras bekanntgegeben. Die Interessen der Bandmitglieder lagen zu weit auseinander, und so begann jeder, sich neuen musikalischen und sozialen Projekten zu widmen.

### Solokarriere

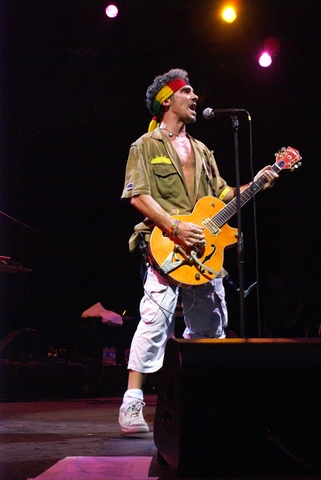
Manu Chao (2007)

Nach der Auflösung seiner Band kehrte Manu Chao Frankreich für nahezu vier Jahre den Rücken. Stattdessen widmete er sich neuen Projekten mit verschiedenen lateinamerikanischen Bands wie Skank aus Brasilien, Todos Tus Muertos aus Argentinien und Tijuana No! aus Mexiko. Auch kam es zu Kollaborationen mit spanischen Bands wie z. B. Negu Gorriak, Fermin Muguruza und Amparanoia.

#### Clandestino
1998 erschien Chaos erstes Soloalbum Clandestino mit sechzehn aus insgesamt ca. 50 zur Verfügung stehenden Songs, auf dem er sich viel mit den sozialen und politischen Problemen der südamerikanischen Bevölkerung und der Liebe beschäftigte. Musikalisch ist das Album im Gegensatz zum nachfolgenden Próxima Estación: Esperanza eher minimalistisch, seicht wiegende Rhythmen trifft man hier eher an als die aus dem zweiten Album bekannten kraftvollen Bläsersätze und Klangwände. Unterstützt wurde Chao auf diesem Album hauptsächlich von der französischen Sängerin Anouk Khélifa und seinem Bruder Tonio, der die Trompete einspielte.
Im namensgebenden Lied dieses Albums sprach Chao den illegal Reisenden, eine symbolische Figur unserer Zeit, an. Durch seine zahlreichen Reisen hat er gelernt, dass Reisen ein Privileg ist, und dass die Menschenrechte, die ihm der französische Pass gewährt, nicht überall eingehalten werden.
Einen großen Erfolg und damit seinen endgültigen Durchbruch erreichte Manu Chao mit der Anfang 2000 erschienenen Single Bongo Bong, die erstmals elektronische Elemente enthielt und vor allem in der US-amerikanischen und europäischen Musikbranche für Aufsehen sorgte.
Zu Beginn des Sommers 2000 – nachdem Clandestino zahlreiche Preise gewonnen hatte und bei der Kritik auf allgemeine Begeisterung gestoßen war – war das Album weltweit bereits zwei Millionen Mal verkauft worden. Chaos frühere Band Mano Negra kommt heute inklusive aller Alben, Best-of-Zusammenstellungen und Livealben auf mindestens zweieinhalb Millionen verkaufte Kopien.

#### Próxima Estación: Esperanza
Aus dem Album Próxima Estación: Esperanza, dem zweiten Soloalbum, wurde im Frühjahr 2001 der Song Me Gustas Tú (eine Art Liebeserklärung an alles Liebenswerte) ausgekoppelt und man drehte, wie schon bei Bongo Bong, ein Video, welches von allen großen Musiksendern ausgestrahlt wurde. Im Mai 2001 erschien dann auch die LP, auf der unter anderem der Song Mi Vida enthalten ist, ein Lied, das sich mit Liebe, Unsicherheit, Angst vor der Welt und vor dem Leben beschäftigt, das mit Melancholie behaftet ist.
Während Clandestino eine enttäuschte Feststellung der Ungerechtigkeit und des Verderbens war, ist Próxima Estación: Esperanza ein Kompendium über die Komplexität des Lebens. Auch hier verwendet Chao gesprochene Texte, zusammengeschnitten aus Fernsehen und Radio, um seinen Texten Nachdruck zu verleihen.

#### Radio Bemba Sound System (Livealbum)
Das Livealbum Radio Bemba Sound System wurde 2002 in Paris aufgenommen und gilt als das kraftvollste, energiegeladenste und schnellste Album von Manu Chao. Zeitgleich erschien auch die Live-DVD Babylonia en Guagua Live, die das ganze Konzert und eine Reihe von Extras bietet.

#### Sibérie m’était contéee
Bei Sibérie m’était contéee handelt es sich um ein sozial- und gesellschaftskritisches Kinderbuch mit Zeichnungen von Jacek Woźniak und Texten von Manu Chao, dem eine CD beiliegt. Verkauft wurde sie nahezu ausschließlich in Frankreich bei sehr geringen Auflagen. Es ist ein Album, das aus der Reihe springt: Die Texte in Form von Kindergeschichten und Erzählungen sind allesamt auf Französisch. Musikalisch bewegt es sich vor allem im Bereich des französischen Chanson und des Reggae. Die Rhythmen sind dabei sehr abwechslungsreich. In Le p’tit jardin etwa erzählt Chao von seinem Garten, in dem es Menschen, Gebäude, Tiere, Autos, Straßen, Drogenabhängige und nahezu alles Vorstellbare gibt, allerdings keine Pflanzen und Blumen. Aber eines Tages findet er eine Blume, unabsichtlich zertritt er sie jedoch im gleichen Moment.

#### La Radiolina
Das Studioalbum La Radiolina erschien 2007. Musikalisch ist es eine Fortführung der Studioalben Clandestino, Proxima Estacion Esperanza und dem Livealbum Radio Bemba Sound System. Der Titel Rainin in Paradize wurde vorab auf Manu Chaos Webseite zum Download veröffentlicht. Das Album entstand in Zusammenarbeit mit Mario Caldato (Beastie Boys, Jack Johnson) und Andrew Scheps (Red Hot Chili Peppers, Mars Volta).

#### Viva Tu
2024 erschien mit Viva Tu das vierte Studioalbum von Manu Chao.

## Stil
Manu Chao bezeichnet seinen Musikstil als Mestizo, dieser setzt sich unter anderem aus Rock, Rap, Ska, Reggae, aber auch französischen Chansons, Salsa, Flamenco und algerischem Raï, sowie anderen traditionellen Musikstilen Afrikas und Lateinamerikas zusammen. Mit Beginn der Solokarriere entdeckte er auch elektronische Elemente für sich. All diese verschiedenen Einflüsse seiner Musik stammen sowohl von Immigranten, die in Frankreich leben, als auch von seinen Reisen nach Lateinamerika.
Chao singt in seinen Liedern auf Französisch, Spanisch, Arabisch, Italienisch, Portugiesisch, Galicisch, Englisch, Portuñol und Wolof; oftmals benutzt er mehrere Sprachen in einem Lied.

Textlich bedient er sich mehrerer Genres. Er schreibt Geschichten, anklagende Lieder in Gedichtform, Berichterstattungen, Kindergeschichten und -märchen.

## Themen
Manu Chao spricht häufig soziale Themen an, wie beispielsweise Immigration, Rassismus und Internationale Solidarität. Viele dieser Lieder lassen seinen linken politischen Ansatz erkennen, der vor allem die Lösung der Probleme des globalen Südens, der sozialen Gerechtigkeit und damit zusammenhängend die der Wirtschaft zum Thema hat. Aber auch das Thema Liebe kommt in seinen Liedern vor.
Nicht unwesentlich ist auch Chaos Bezug zum Ejército Zapatista de Liberación Nacional (EZLN, deutsch Zapatistische Armee der Nationalen Befreiung). In zahlreichen Liedtexten finden sich Bezüge zu der indigen geprägten sozialen Bewegung aus dem südmexikanischen Bundesstaat Chiapas, die mit ihrem bewaffneten Aufstand 1994 weltweit auf die Situation der Indigenen in Mittelamerika aufmerksam machte. In mehreren Stücken Manu Chaos sind Auszüge aus den Reden des ehemaligen Sprechers der Bewegung Subcomandante Marcos zu hören. Der diesbezüglich bekannteste Song ist vermutlich EZLN...para tod@s todo. Das Album Estación Mexico ist als ein Solidaritätsbeitrag zu sehen, da die Gewinne zum Ausbau der Strukturen zur Selbstorganisation an die EZLN weitergegeben wurden.

## Fangemeinde
Ein Großteil seiner Fans lassen sich zur europäischen Linken und der globalisierungskritischen Bewegung zählen, in der sich Manu Chao stark engagiert. Er war 1998 eines der Gründungsmitglieder der Organisation Attac und tritt häufig auf ihren Kundgebungen auf. Seine größte Anhängerschaft dürfte er jedoch in Lateinamerika und Afrika haben. Manche kritische Stimmen werfen ihm den Erfolg, den er mit Hilfe der Musikindustrie hat, vor. Andererseits trennte er sich 2004 von Virgin Records und damit allgemein von Majorlabeln.

## Produktionen
2004 produzierte Manu Chao das Album Dimanche à Bamako des malischen Sängerpaares Amadou & Mariam, auf dem er auch in einigen Songs als Sänger und Musiker zu hören ist.
Für den Soundtrack zum Film Princesas von Fernando León de Aranoa produzierte er den Song Me llaman calle und erhielt dafür 2006 den Goya, den wichtigsten spanischen Filmpreis, in der Sparte „bester Filmsong“ (Mejor Canción Original). Bei der Preisverleihung erschien Manu Chao jedoch nicht. Er überließ diesen Part Margarita Carreras von der Asociación Hetaira, einem Kollektiv, das für die Rechte der Prostituierten kämpft.
Manu Chao unterstützt das Radioprojekt La Colifata in Argentinien.

## Diskografie

### Mit Joint de Culasse
- 1982: Super Boum Rock'n'Roll

### Mit den Hot Pants
- 1986: Loco Mosquito

### Mit Los Carayos
- 1987: Ils ont ose – Livealbum
- 1987: Persistent et signent
- 1994: Au prix où sont les courges

### Studioalben
| Jahr | Titel                       | Höchstplatzierung, Gesamtwochen, AuszeichnungChartplatzierungen (Jahr, Titel, Platzierungen, Wochen, Auszeichnungen, Anmerkungen) | Höchstplatzierung, Gesamtwochen, AuszeichnungChartplatzierungen (Jahr, Titel, Platzierungen, Wochen, Auszeichnungen, Anmerkungen) | Höchstplatzierung, Gesamtwochen, AuszeichnungChartplatzierungen (Jahr, Titel, Platzierungen, Wochen, Auszeichnungen, Anmerkungen) | Höchstplatzierung, Gesamtwochen, AuszeichnungChartplatzierungen (Jahr, Titel, Platzierungen, Wochen, Auszeichnungen, Anmerkungen) | Höchstplatzierung, Gesamtwochen, AuszeichnungChartplatzierungen (Jahr, Titel, Platzierungen, Wochen, Auszeichnungen, Anmerkungen) | Höchstplatzierung, Gesamtwochen, AuszeichnungChartplatzierungen (Jahr, Titel, Platzierungen, Wochen, Auszeichnungen, Anmerkungen) | Höchstplatzierung, Gesamtwochen, AuszeichnungChartplatzierungen (Jahr, Titel, Platzierungen, Wochen, Auszeichnungen, Anmerkungen) | Anmerkungen |
| Jahr | Titel                       | FR | DE | AT | CH | UK | US | ES | Anmerkungen |
| ---- | --------------------------- | --- | --- | --- | --- | --- | --- | --- | --- |
| 1998 | Clandestino                 | FR1 Diamant · (205 Wo.)FR | DE14 Gold · (36 Wo.)DE | AT13 Gold · (30 Wo.)AT | CH9 ×2Doppelplatin · (115 Wo.)CH                                                                                                  | UK— SilberUK | — | ES80 Platin · (1 Wo.)ES | Erstveröffentlichung: 17. April 1998                                                                              |
| 2001 | Próxima Estación: Esperanza | FR1 ×3Dreifachplatin · (76 Wo.)FR                                                                                                 | DE4 (19 Wo.)DE | AT2 (18 Wo.)AT | CH1 ×3Dreifachplatin · (33 Wo.)CH                                                                                                 | UK— SilberUK | US— Platin (Latin)US | ES— ×2DoppelplatinES | Erstveröffentlichung: 1. Juni 2001                                                                                |
| 2004 | Sibérie m’était contéee     | FR32 (1 Wo.)FR | — | — | — | — | — | — | Erstveröffentlichung: 1. November 2004 wurde zusammen mit einem Buch mit Liedtexten der bisherigen Alben verkauft |
| 2007 | La Radiolina                | FR2 (101 Wo.)FR | DE5 (9 Wo.)DE | AT5 (11 Wo.)AT | CH1 Platin · (28 Wo.)CH | UK41 (3 Wo.)UK | US71 Gold (Latin) · (3 Wo.)US | ES1 (21 Wo.)ES | Erstveröffentlichung: 31. August 2007                                                                             |
| 2019 | Clandestino / Bloody Border | — | — | — | CH53 (1 Wo.)CH | — | — | ES71 (1 Wo.)ES | Erstveröffentlichung: 30. August 2019 limitierte Neuauflage des Debütalbums mit drei neuen Liedern                |
| 2024 | Viva tu                     | FR4 (15 Wo.)FR | DE29 (1 Wo.)DE | AT5 (2 Wo.)AT | CH6 (4 Wo.)CH | — | — | ES22 (2 Wo.)ES | Erstveröffentlichung: 20. September 2024                                                                          |

grau schraffiert: keine Chartdaten aus diesem Jahr verfügbar

### Livealben
| Jahr | Titel                    | Höchstplatzierung, Gesamtwochen, AuszeichnungChartplatzierungen (Jahr, Titel, Platzierungen, Wochen, Auszeichnungen, Anmerkungen) | Höchstplatzierung, Gesamtwochen, AuszeichnungChartplatzierungen (Jahr, Titel, Platzierungen, Wochen, Auszeichnungen, Anmerkungen) | Höchstplatzierung, Gesamtwochen, AuszeichnungChartplatzierungen (Jahr, Titel, Platzierungen, Wochen, Auszeichnungen, Anmerkungen) | Höchstplatzierung, Gesamtwochen, AuszeichnungChartplatzierungen (Jahr, Titel, Platzierungen, Wochen, Auszeichnungen, Anmerkungen) | Höchstplatzierung, Gesamtwochen, AuszeichnungChartplatzierungen (Jahr, Titel, Platzierungen, Wochen, Auszeichnungen, Anmerkungen) | Anmerkungen                              |
| Jahr | Titel                    | FR | DE | AT | CH | ES | Anmerkungen                              |
| ---- | ------------------------ | --- | --- | --- | --- | --- | ---------------------------------------- |
| 2002 | Radio Bemba Sound System | FR3 ×2Doppelgold · (56 Wo.)FR | DE32 (6 Wo.)DE | AT16 (8 Wo.)AT | CH2 Gold · (23 Wo.)CH | ES— GoldES | Erstveröffentlichung: 9. September 2002  |
| 2009 | Baionarena               | FR5 Gold (UPFI) · (41 Wo.)FR | DE36 (3 Wo.)DE | AT47 (2 Wo.)AT | CH17 (8 Wo.)CH | ES36 (5 Wo.)ES | Erstveröffentlichung: 11. September 2009 |

grau schraffiert: keine Chartdaten aus diesem Jahr verfügbar
Weitere Livealben
- 2008: Estación México – Live in Mexiko (limitiert)

### Singles
| Jahr | Titel Album                              | Höchstplatzierung, Gesamtwochen, AuszeichnungChartplatzierungen (Jahr, Titel, Album, Platzierungen, Wochen, Auszeichnungen, Anmerkungen) | Höchstplatzierung, Gesamtwochen, AuszeichnungChartplatzierungen (Jahr, Titel, Album, Platzierungen, Wochen, Auszeichnungen, Anmerkungen) | Höchstplatzierung, Gesamtwochen, AuszeichnungChartplatzierungen (Jahr, Titel, Album, Platzierungen, Wochen, Auszeichnungen, Anmerkungen) | Höchstplatzierung, Gesamtwochen, AuszeichnungChartplatzierungen (Jahr, Titel, Album, Platzierungen, Wochen, Auszeichnungen, Anmerkungen) | Höchstplatzierung, Gesamtwochen, AuszeichnungChartplatzierungen (Jahr, Titel, Album, Platzierungen, Wochen, Auszeichnungen, Anmerkungen) | Anmerkungen                                                |
| Jahr | Titel Album                              | FR | DE | AT | CH | ES | Anmerkungen                                                |
| ---- | ---------------------------------------- | --- | --- | --- | --- | --- | ---------------------------------------------------------- |
| 1999 | Bongo Bong Clandestino                   | FR40 (23 Wo.)FR | DE7 (16 Wo.)DE | AT4 (13 Wo.)AT | CH15 (19 Wo.)CH | ES— GoldES | Erstveröffentlichung: 1999 feat. Anouk Khelifa             |
| 2001 | Me Gustas Tú Próxima Estación: Esperanza | FR2 Gold · (33 Wo.)FR | DE— aDE | AT29 (9 Wo.)AT | CH11 (34 Wo.)CH | ES1 Platin · (19 Wo.)ES | Erstveröffentlichung: 14. Mai 2001                         |
| 2001 | Merry Blues Próxima Estación: Esperanza  | — | — | — | CH90 (2 Wo.)CH | — | Erstveröffentlichung: 22. Oktober 2001                     |
| 2002 | Mr. Bobby Próxima Estación: Esperanza    | FR86 (4 Wo.)FR | — | — | CH60 (7 Wo.)CH | ES15 (3 Wo.)ES | Erstveröffentlichung: 23. Juli 2002                        |
| 2005 | Sénégal Fast Food –                      | FR28 (18 Wo.)FR | — | — | — | — | Erstveröffentlichung: 2005 Amadou & Mariam feat. Manu Chao |
| 2007 | Rainin in Paradize La Radiolina          | — | — | — | CH39 (15 Wo.)CH | — | Erstveröffentlichung: 2. Juli 2007                         |
| 2008 | La Vida Tómbola La Radiolina             | — | — | — | CH72 (2 Wo.)CH | — | Erstveröffentlichung: 2008                                 |
| 2025 | Solamente k. A.                          | — | — | — | — | — | feat. Santa Fe Klan                                        |

Weitere Singles
- 2000: Clandestino
- 2016: Leave Me Alone (Calypso Rose feat. Manu Chao)
- 2025: A me mi piace (mit Alfa)

### Videoalben
- 2002: Babylonia en Guagua Live (DVD)
- 2009: Baionarena (DVD)

## Boxsets
| Jahr | Titel                                     | Höchstplatzierung, Gesamtwochen, AuszeichnungChartsChartplatzierungen (Jahr, Titel, Platzierungen, Wochen, Auszeichnungen, Anmerkungen) | Anmerkungen                |
| Jahr | Titel                                     | FR | Anmerkungen                |
| ---- | ----------------------------------------- | --- | -------------------------- |
| 2001 | Clandestino / Próxima Estación: Esperanza | FR70 (24 Wo.)FR | Erstveröffentlichung: 2001 |

## Auszeichnungen für Musikverkäufe
| Silberne Schallplatte - Vereinigtes Königreich - 2024: für die Single Me Gustas Tú Goldene Schallplatte - Argentinien - 2002: für das Album Radio Bemba Sound System - 2007: für das Album La Radiolina - Belgien - 2005: für das Album Radio Bemba Sound System - 2007: für das Album La Radiolina - Griechenland - 2002: für das Album Clandestino - 2002: für das Album Próxima Estación: Esperanza - Italien - 2024: für die Single Clandestino - 2025: für die Single A me mi piace - Kanada - 2001: für das Album Clandestino - 2002: für das Album Próxima Estación: Esperanza - Niederlande - 2001: für das Album Clandestino - 2001: für das Album Próxima Estación: Esperanza - Ungarn - 2007: für das Album La Radiolina - Uruguay - 2001: für das Album Clandestino | Platin-Schallplatte - Argentinien - 1998: für das Album Clandestino - 2001: für das Album Próxima Estación: Esperanza - 2002: für das Videoalbum Babylonia en Guagua Live - Belgien - 2001: für das Album Próxima Estación: Esperanza - Europa (IFPI) - 1999: für das Album Clandestino - Europa (Impala) - 2008: für das Album La Radiolina - Italien - 2023: für die Single Me Gustas Tú - 2023: für die Single Bongo Bong - 2025: für das Album Clandestino 2× Platin-Schallplatte - Belgien - 2007: für das Album Clandestino - Europa (IFPI) - 2003: für das Album Próxima Estación: Esperanza |

Anmerkung: Auszeichnungen in Ländern aus den Charttabellen bzw. Chartboxen sind in ebendiesen zu finden.
| Land/RegionAuszeichnungen für Musikverkäufe (Land/Region, Auszeichnungen, Verkäufe, Quellen) | Silber     | Gold       | Platin       | Diamant  | Verkäufe    | Quellen                 |
| -------------------------------------------------------------------------------------------- | ---------- | ---------- | ------------ | -------- | ----------- | ----------------------- |
| Argentinien (CAPIF)                                                                          | —          | 2× Gold2   | 3× Platin3   | —        | 178.000     | capif.org.ar AR2        |
| Belgien (BRMA)                                                                               | —          | 2× Gold2   | 3× Platin3   | —        | 200.000     | ultratop.be             |
| Deutschland (BVMI)                                                                           | —          | Gold1      | —            | —        | 100.000     | musikindustrie.de       |
| Europa (IFPI)                                                                                | —          | —          | 3× Platin3   | —        | (3.000.000) | ifpi.org                |
| Europa (Impala)                                                                              | —          | —          | Platin1      | —        | (500.000)   | Einzelnachweise         |
| Frankreich (SNEP)                                                                            | —          | 3× Gold3   | 3× Platin3   | Diamant1 | 2.350.000   | infodisc.fr             |
| Frankreich (UPFI)                                                                            | —          | Gold1      | —            | —        | 50.000      | upfi.fr                 |
| Italien (FIMI)                                                                               | —          | 2× Gold2   | 3× Platin3   | —        | 400.000     | fimi.it                 |
| Griechenland (IFPI)                                                                          | —          | 2× Gold2   | —            | —        | 25.000      | Einzelnachweise         |
| Kanada (MC)                                                                                  | —          | 2× Gold2   | —            | —        | 100.000     | musiccanada.com         |
| Niederlande (NVPI)                                                                           | —          | 2× Gold2   | —            | —        | 80.000      | nvpi.nl                 |
| Österreich (IFPI)                                                                            | —          | Gold1      | —            | —        | 20.000      | ifpi.at                 |
| Schweiz (IFPI)                                                                               | —          | Gold1      | 6× Platin6   | —        | 270.000     | hitparade.ch            |
| Spanien (Promusicae)                                                                         | —          | 2× Gold2   | 4× Platin4   | —        | 440.000     | elportaldemusica.es ES2 |
| Ungarn (MAHASZ)                                                                              | —          | Gold1      | —            | —        | 3.000       | slagerlistak.hu         |
| Uruguay (CUD)                                                                                | —          | Gold1      | —            | —        | 3.000       | cudisco.org             |
| Vereinigte Staaten (RIAA)                                                                    | —          | Gold1      | Platin1      | —        | 90.000      | riaa.com                |
| Vereinigtes Königreich (BPI)                                                                 | 3× Silber3 | —          | —            | —        | 320.000     | bpi.co.uk               |
| Insgesamt                                                                                    | 3× Silber3 | 24× Gold24 | 27× Platin27 | Diamant1 |             |                         |